# Theodore Hook
Theodore Edward Hook (22. září 1788 – 24. srpna 1841) byl anglický spisovatel, hudební skladatel a státní úředník. Nejvíce se proslavil svými žertíky, zejména podvodem na Berners Street v roce 1809. První pohlednici na světě obdržel sám Hook v roce 1840. Pravděpodobně ji poslal sám sobě.

## Život
Narodil se v Charlotte Street na Bedford Square v Londýně. Jeho otec James Hook byl hudební skladatel. Theodorův starší bratr se stal děkanem ve Worcesteru.
Rok studoval na Harrow School a následně se zapsal na Oxfordskou univerzitu. V šestnácti letech zaznamenal ve spolupráci s otcem velký úspěch se satirickou operou The Soldier's Return. Následovala řada populárních počinů s Johnem Listonem a Charlesem Mathewsem.
Humoru se věnoval celý život. V roce 1809 udělal svůj největší komický podvod známý jako Berners Street hoax.
Po dvou semestrech odešel z univerzity. Začal psát písně a ocenil ho například král Jiří IV. Později začal pracovat jako státní úředník na ostrově Mauricius. Stát si zamiloval a strávil zde několik let. V roce 1817 se ale objevily velké nesrovnalosti ve financích. Tuto sumu musel doplatit on sám.
Dluhy nedokázal zaplatit, a proto byl v Británii několik let držen ve speciálním vězení. Tuto dobu strávil psaním písní a románů.
Nejstarší pohlednici na světě obdržel sám Hook v roce 1840. Pohlednici pravděpodobně vytvořil a poslal sám sobě jako žert. Na pohlednici je karikatura pracovníků pošty. V roce 2002 se pohlednice prodala za rekordních 31 750 liber.
Mnoho práce se začalo podepisovat na jeho zdraví. Zemřel 24. srpna 1841 doma ve Fulhamu. Jeho majetek byl zabaven ministerstvem financí. Nikdy se neoženil, ale žil s Mary Anne Doughtyovou. Měli spolu šest dětí.